# 比格內克 (伊利諾伊州)
比格內克（英語：Bigneck）是位於美國伊利諾伊州亞當斯縣的一個非建制地區。該地的面積和人口皆未知。

## 地理
比格內克的座標為39°08′15″N 91°09′21″W / 39.13750°N 91.15583°W，而該地的平均海拔高度為205米（即673英尺）。